# Wilhelm Falley
Wilhelm Falley (* 25. September 1897 in Metz; † 6. Juni 1944 bei Sainte-Mère-Église) war ein deutscher Generalleutnant im Zweiten Weltkrieg.

## Leben
Falley trat während des Ersten Weltkriegs am 4. Dezember 1914 als Freiwilliger in das Anhaltische Infanterie-Regiment Nr. 93 ein. Nach seiner Grundausbildung erfolgte am 25. August 1915 als Leutnant der Reserve seine Überweisung an die Front. Anfang Dezember 1916 wurde Falley als Minenwerferoffizier zum Stab des 7. Garde-Infanterie-Regiments versetzt. Für seine Leistungen wurden ihm beide Klassen des Eisernen Kreuzes, das Verwundetenabzeichen in Schwarz sowie das Hamburger Hanseatenkreuz verliehen.
Nach Kriegsende wurde Falley am 29. Januar 1919 in den aktiven Truppendienst übernommen und war als Ordonnanzoffizier beim Stab des 4. Garde-Regiments zu Fuß tätig. Mit der Bildung der Vorläufigen Reichswehr kam er in das Reichswehr-Infanterie-Regiment 29 und wurde am 1. Oktober 1920 in das Infanterie-Regiment 5 versetzt.

## Zweiter Weltkrieg
Falley war Kommandeur der in der Normandie stationierten 91. Luftlande-Infanterie-Division und trug seit 26. November 1941 das Ritterkreuz des Eisernen Kreuzes. Außerdem hatte er am 20. Januar 1944 das Deutsche Kreuz in Gold erhalten.

### Normandie, D-Day und Operation Neptune
Generalleutnant Falley hatte sein Stabsquartier in einem Château nahe Bernaville. Falley befürchtete, dass sein Stabsquartier bei einer alliierten Landung in der Normandie bombardiert werden könnte. Deswegen verlegte er den Gefechtsstand und sein Quartier in einen alten Autobus, der etwa 600 Meter entfernt von großen Bäumen umgeben unter Tarnnetzen stand.
In der Nacht vom 5. Juni auf den 6. Juni 1944 befand sich Falley mit Major Joachim Bartuzat in einem Mercedes auf dem Weg nach Rennes. Dort sollten sie an einem Planspiel teilnehmen, welches eine alliierte Landung in der Normandie zum Thema hatte. Der Fahrer des Mercedes war der Gefreite Vogt. Am Himmel bemerkten sie die Massen von Flugzeugen, die im Zuge der Operation Neptune, einer Teiloperation der Operation Overlord, in die Normandie einflogen. Davon alarmiert, wies Falley Vogt gegen 01:00 Uhr an, zum Château zurückzukehren.
Es gibt verschiedene Versionen von den darauf folgenden Ereignissen. Die Quellen stimmen darin überein, dass Falley, Bartuzat und Vogt an einem Mühlen-Anwesen auf eine Gruppe US-Fallschirmjäger um  First Lieutenant Malcolm D. Brannen vom 3. Bataillon des 508. Fallschirmjägerregiments der 82. US-Luftlandedivision trafen. Von da an unterscheiden sich die Quellen. Brannen gab später an, dass seine Gruppe den Mercedes mit Handfeuerwaffen stoppte, Falley sofort getötet wurde und Bartuzat, als er schwer verletzt und aus dem Auto geschleudert, kriechend seine auf dem Boden liegende Luger erreichen wollte. Brannen gab an, ihn deswegen erschossen zu haben. Vogt sei bei dem Versuch zu fliehen durch einen Schuss in die Schulter von Brannen gestoppt worden.
Die andere Quelle gibt an, dass Brannen mit einer Bazooka auf den Mercedes feuerte, als dieser sich bis auf 4 m angenähert hatte. Das Geschoss flog angeblich durch die offene Beifahrertür, riss Falley, der auf dem Beifahrersitz saß, den Hinterkopf ab und traf Bartuzat, der im Fond saß,  an der rechten Schulter, woraufhin er aus dem Auto geschleudert wurde. Mit den Beinen noch im Auto, soll er auf dem Rücken mitgeschleift worden sein. Danach versuchte er, in Übereinstimmung der Quellen, angeblich kriechend seine Luger zu erreichen und wurde dann erschossen.
Eine C-47, durch deutsche Flak nahe Bernaville getroffen, stürzte in unmittelbarer Nähe von Falleys Autobus ab. Die dabei entstandene Feuersbrunst und umherfliegende Trümmer zerstörten ihn komplett. Falleys und Bartuzats Leichen verblieben noch drei Tage an Ort und Stelle. Dann wurden sie von deutschen Soldaten geborgen und abtransportiert; sie wurden auf dem Friedhof von Orglandes (später Kriegsgräberstätte Orglandes) begraben.